# 巴特艾布灵
巴特艾布灵（德語：Bad Aibling，發音：[ba:t ˈʔaɪblɪŋ] ⓘ）是德国巴伐利亚州上巴伐利亚行政区罗森海姆县的城市，面积41.4平方千米，2023年12月31日人口为19,745人。